# 和漢薬
和漢薬（わかんやく）とは、日本の風土に対応した生薬や処方自体が独自に活用された医薬品の総称。縄文時代には利用されていたと伝わる日本独自の薬草の活用から始まり、その後漢方薬（中薬）が日本に伝来し、その漢方医学の理論を取り入れたものである。
役行者（役小角）が作ったと云われる7世紀末から存在する陀羅尼助丸、後醍醐天皇が命名した歴史書が残っている三光丸（1318年 - ）をはじめ、各医薬品製造所では多くの和漢薬が医薬品（現在のリスク区分では指定第2類医薬品、第2類医薬品もしくは第3類医薬品に分類される）として活用されている。